# Pskova
La Pskova (en russe : Пскова) est une rivière de Russie dans l'oblast de Pskov et un affluent droit de la Velikaïa, donc un sous-affluent du fleuve la Narva. 

## Géographie
Son cours est de 102 kilomètres et son bassin de mille kilomètres carrés.
Lorsqu'elle se jette dans la  Velikaïa, elle traverse la ville de Pskov construite sur ses rivages.

## Affluents
Ses affluents principaux sont les rivières Pskovitsa et Drebionka (gauche), Torochinka et Miliovka (droite). 